# Zapteryx brevirostris
Zapteryx brevirostris es una especie de peces de la familia Rhinobatidae en el orden de los Rajiformes.

## Morfología
Los machos pueden llegar alcanzar los 54 cm de longitud total.

## Alimentación
Come poliquetos y crustáceos.

## Distribución geográfica
Se encuentra en las  costas del suroeste de la  Atlántico: desde Brasil hasta la Argentina.